# Ethan Finlay
Ethan Finlay (* 6. August 1990 in Duluth, Minnesota) ist ein US-amerikanischer Fußballspieler.

## Spielerkarriere

### Jugend und College
Finley spielte Fußball und American Football an der High School in Marshfield, Wisconsin. Schnell konnte er sich im Fußball einen Namen in der Region machen und holte den Rekord im Bundesstaat Wisconsin für die meist geschossenen Tore und Vorlagen während einer Saison. Zusammen mit seinem Jugendklub, dem FC Milwaukee, gewann er dreimal die US Region 2 Championship.
Von 2008 bis 2011 spielte Finley College Soccer an der Creighton University in Omaha, Nebraska. Während seiner Zeit am College wurde er dreimal für die Hermann Trophy, die höchste Auszeichnung für einen College-Fußballspieler, nominiert. 2012 wurde er Zweiter bei der Wahl zum College Soccer's player of the Year. 2011 wurde er in die Auswahl NSCAA All-American First Team berufen. Er war einer der erfolgreichsten Fußballspieler an der Creighton University.
Während der Spielpausen am College spielte er 2010 für Chicago Fire Premier in der Premier Development League.

### Columbus Crew
Im MLS SuperDraft 2012 wurde Finley in der ersten Runde von der Columbus Crew ausgewählt. Dort gab er am 10. März 2012 sein Debüt in der Major League Soccer.
In der Saison 2015 schaffte er mit zehn Toren und 13 Vorlagen seine bis dahin beste Saisonleistung.

### Nationalmannschaft
Am 31. Januar 2016 gab Ethan Finlay sein Debüt für die Fußballnationalmannschaft der Vereinigten Staaten im Spiel gegen Island. Finlay hatte die Option sowohl als Nationalspieler der USA, als auch für Kanada aufzulaufen.